# Orión y la oscuridad
Orión y la oscuridad (título original en inglés: Orion and the Dark) es una película estadounidense de comedia, aventuras, fantasía y animación dirigida por Sean Charmatz (en su debut como director) y escrita por Charlie Kaufman, basada en el libro infantil del mismo nombre de Emma Yarlett. Producida por DreamWorks Animation, la película se estrenó en Netflix el 2 de febrero de 2024.

## Sinopsis
Todo empieza en 1995 con Orión es un alumno de 11 años muy ansioso y con una lista interminable de miedos irracionales. Anota sus miedos en su diario y está nervioso por ser rechazado por su amor platónico de la escuela, Sally, en una próxima excursión al planetario. Una noche, después de un apagón repentino, es recibido por Dark, la encarnación de su peor miedo, el miedo a la oscuridad, en su dormitorio. Cansado de las constantes quejas de Orión sobre él, Dark se ofrece a llevarlo de viaje para ayudarlo a superar sus miedos, mostrándole los beneficios y maravillas de la noche.
Durante sus viajes, Dark le presenta a Orión a otras entidades nocturnas, como el sueño (Sleep), el insomnio (Insomnia), el silencio (Quiet), los ruidos inexplicables (Unexplained Noises) y los dulces sueños (Sweet Dreams). Dark los convence de dejar que Orión sea testigo de su trabajo, a lo que acceden de mala gana. Mientras viajan, Dark le muestra a Orión cómo Quiet elimina los sonidos circundantes, Sleep ayuda a las personas a dormir, Insomnia provoca ansiedad y despierta a algunas personas, Unexplained Noises hace varios ruidos fuera de las casas y Sweet Dreams genera sueños maravillosos. Inicialmente, el comportamiento ansioso de Orión interfiere con el trabajo de las entidades nocturnas, pero a medida que se hace amigo de la oscuridad, ayuda a las entidades nocturnas en sus tareas. Además, se encuentra brevemente con Light (Luz), la némesis de Dark, que trae la luz del día por las mañanas, así como Dark provoca la oscuridad.
Continuando su viaje, Orión sin darse cuenta comenta que la Luz parece preferible a la Oscuridad, ya que la Luz lo hace sentir seguro y cálido. Sintiéndose abatidos, las otras entidades abandonan sus tareas nocturnas a cambio de trabajar durante el día. Enojado y entristecido por su abandono, Dark se detiene en la cima de una montaña. Un Orión culpable le ruega a Dark que se mueva antes de que Light lo atraviese y lo desintegre, pero Dark se queda quieto y desaparece cuando Light lo atraviesa, abandonando a Orion. Ahora solo, Orión se sienta en la cima de la montaña, y se da cuenta de que es el lomo de una tortuga voladora, avergonzado de sus acciones.
Una vez terminada la historia, se revela que un Orión adulto le estaba contando la historia a su hija pequeña, Hipatia, para ayudarla con sus miedos. Mientras caminan por la ciudad hacia el planetario, Hipatia queda impactada por su final y sugiere una narrativa diferente. Mientras se hace cargo de la historia, Orión, ahora solo en la playa, se encuentra con Hipatia, quien promete ayudarlo. Ella recita un poema que ha escrito basado en la historia hasta el momento y las entidades nocturnas regresan, habiendo sido testigos del caos provocado por la interminable luz del día sin noche para mantener el equilibrio natural del mundo. Al recordar que Dark es la encarnación literal del peor temor de Orión, se dan cuenta de que Orión necesita dormir y soñar con Dark para traerlo de regreso.
Con la ayuda de Sweet Dreams, los dos niños ingresan al subconsciente de Orion y convocan con éxito a Dark del recuerdo de la primera vez que se conocieron en el dormitorio de Orion, pero la reunión se interrumpe cuando la puerta de su armario se abre y revela un agujero negro que intenta atraer a Dark. adentro. Finalmente aprende a dejar de lado sus miedos, Orion salta para salvar a Dark, mientras Quiet lo despierta suavemente justo a tiempo para que salgan del sueño. Dark reaparece, restaurando el orden natural del mundo, y devuelve a los niños a la casa de Orión antes de despedirse de ellos. Después de la partida de Dark, Hypatia ahora está atrapada 20 años en su pasado sin forma de regresar a casa. Sin embargo, la historia se resuelve cuando un joven llamado Tycho llega en una máquina del tiempo para traer de vuelta a Hipatia.
La historia termina de nuevo y se revela que una Hipatia adulta le está contando la historia a su hijo, Tycho. Al terminar la historia, Hypatia sale a darles las buenas noches a su padre y a su madre, los ahora mucho mayores Orion y Sally, mientras tanto en la escena final, vuelve al comienzo con un joven Orion y Sally contemplando las estrellas en el viaje al planetario.

## Reparto
- Jacob Tremblay como Orión
- Paul Walter Hauser como Dark (Oscuridad)
- Angela Bassett como Sweet Dreams (Dulces Sueños)
- Ike Barinholtz como Light (Luz)
- Natasia Demetriou como Sleep (Sueño)
- Golda Rosheuvel como Unexplained Noises (Ruidos Inexplicables)/Debbie
- Nat Faxon como Insomnia (Insomnio)
- Aparna Nancherla como Quiet (Tranquilidad)
- Werner Herzog como el narrador
- Carla Gugino como la mamá de Orión
- Colin Hanks como Orión adulto
- Matt Dellapina como Dom Mendelson, el papá de Orión
- Mia Akemi Brow como Hipatia
- Shannon Chan-Kent como Hipatia adulta
- Shino Nakamichi como Sally
- Ren Hanami como Sally adulta
- Jack Fisher como Richi Panichi
- Nick Kishiyama como Tycho

## Producción
El 12 de junio de 2023 se anunció que Netflix y DreamWorks Animation habían colaborado en la película, escrita por Charlie Kaufman, y debutó con varios segmentos en el Festival Internacional de Cine de Animación de Annecy ese mismo día. Jacob Tremblay, Paul Walter Hauser y Werner Herzog fueron anunciados como parte del elenco de voces.

### Animación
Mikros Animation, que trabajó con DreamWorks Animation en Captain Underpants: The First Epic Movie, proporciona la animación de la película desde París y Bangalore.

### Música
Kevin Lax y Robert Lydecker, compositores de Kung Fu Panda: el guerrero dragón, componen la bandda sonora.

## Estreno
La película debutó en Netflix el 2 de febrero de 2024.

## Recepción crítica
La recepción crítica de la película animada es bastante positiva, con un índice de aprobación del 90% en Rotten Tomatoes. El consenso de los críticos del sitio web dice: “Orión y la oscuridad, una película de animación poco común y ambiciosa, se beneficia de un guión de Charlie Kaufman que no teme enredarse con ideas existenciales.”
En España, la recepción ha sido igualmente positiva con medios, e incluso la compararon con Beau tiene miedo o Del revés.